# Daisy Thys
Daisy Thys (Herentals, 19 juli 1969) is een Vlaams actrice.

## Levensloop
Thys volgde een opleiding kleinkunst aan de Studio Herman Teirlinck, waar ze in 1992 afstudeerde. Daarna werd ze lid van de musicalafdeling van het Koninklijk Ballet van Vlaanderen, waarvoor ze gedurende zes jaar allerlei rollen speelde in diverse musicals, zoals: Jesus Christ Superstar, Chess, The Sound of Music, Jekyll & Hyde, Sacco & Vanzetti, De tovenaar van Oz (boze heks uit het westen). Daarna speelde ze gedurende twee jaar de rol van Madame Thénardier in Les Miserables (van Music Hall), gevolgd door de musical De 3 Biggetjes als Mama big in zowel 2003 als 2007, en de musical Annie als Miss Hannigan.
Daisy heeft in een aantal televisieseries gespeeld. Haar bekendste televisierollen zijn: Daisy Vandenkerckhove in Thuis en Emma in Droge voeding, kassa 4.
Thys speelde gastrollen in vooral komische televisieseries: Samson en Gert (mevrouw Boombast / vrouw die de kameel komt bezoeken), 2 Straten verder, Nonkel Jef (Rozeke Polfliet), Lili en Marleen (ballerina en klant in restaurant), Verschoten & Zoon (directrice van Kristof), F.C. De Kampioenen (Griselda, de schoonzus van de burgemeester), Mega Mindy (klant). Hiernaast speelde ze een rol in de Vlaamse telenovelle Amika voor jongeren geproduceerd door Studio 100 uitgezonden op de zender Ketnet.
Thys behaalde in de tweede reeks van het liedjesprogramma Steracteur Sterartiest (2007-2008) de vijfde plaats. Zij deed mee ten voordele van Kamiano, een daklozenrestaurant in Antwerpen.

## Televisie en film
- De Familie Backeljau (1994-1997) - als Gerda Van Vossem
- Lili en Marleen (1997) - als ballerina
- Samson en Gert (1998) - als klant
- Samson en Gert (2000) - als mevrouw Boombast
- Nonkel Jef (2000-2001) - als Rozeke Polfliet
- Droge voeding, kassa 4 (2001-2003) - als Emma
- Lili en Marleen (2003) - als klant in restaurant
- Verschoten & Zoon (2003) - als directrice van Kristof
- Wittekerke (2004) - als mevrouw Callewaert
- De Kotmadam (2004) - als madame Versmissen
- Mega Mindy (2006) - als mevrouw Kramiek
- Thuis (2006-2008) - als Daisy Vandenkerckhove
- Amika (2008-2011) - als Kelly Van de Panhuyzen
- F.C. De Kampioenen (2009) - als Griselda
- De Kotmadam (2009) - als Marleentje
- 2 Straten verder (2009)
- Familie (2011) - als Johanna
- Zone Stad (2012) - als Barbara
- Binnenstebuiten (2013) - als Sien Demunck
- K3 Dierenhotel (2014) - als mevrouw Lama
- Familie (2014) - als Maud Mariën
- #LikeMe (2019-2023) - als Monique Van Beem

## Musical
- Les Misérables, Madame Thénardier (1998-1999)
- Jesus Christ Superstar
- Chess
- The Sound of Music
- Jekyll & Hyde
- Sacco & Vanzetti
- De tovenaar van Oz, Boze heks uit het Westen
- Romeo & Julia, Vrouwe Montecchi
- Dracula, een van de drie bloeddorstige Nimfen (Music Hall Group)
- De 3 Biggetjes, Ganda, Mama Big (2003)
- Annie, Miss Hannigan (dec. 2008 - feb. 2009)